# Verizmus
A verizmus (az olasz vero: igaz, igazi szóból) a valószerűség túlhangsúlyozása az irodalomban, képzőművészetben, zenében. A verizmus a naturalisztikus törekvések gyűjtőneve. Eredetileg a naturalizmus egyik válfaja volt a 19. század második felében. Alapjait Luigi Capuana dolgozta ki. A verista művek eredetileg a szegény sorban élő olasz parasztok életét mutatták be, mellőzve minden idealizálást, minden elvont, romantikus képzelgést.

## Festészet, szobrászat
A festőművészetben, szobrászatban a színt, formákat a lehetőség szerint pontosan, aprólékosan, az igazsághoz híven igyekeztek visszaadni, szinte másolták a természetet, gyakran a taszító, iszonyatos elemek ábrázolása is előtérbe került, főként a szociálisan elkötelezett művészetben.

## Zene
A bel canto stílussal szemben – ami a mindenek feletti szép dallamokat helyezte előtérbe – a drámaizmust, a nyers ösztönök kitörését helyezi a cselekmény középpontjába. A verizmus előfutárának Georges Bizet Carmenját tekintik. A verizmus legkiválóbb képviselői közé tartoznak Franco Alfano, Umberto Giordano, Ruggero Leoncavallo, Pietro Mascagni és Giacomo Puccini.
A verista zenei stílus viszonylag rövid életű volt: a Carmen bemutatója 1875-ben volt, míg az utolsó verista operának tekintett Nyugat lányát, Puccini darabját 1913-ban mutatták be.
Szemelvény verista operákból (az említetteken kívül):
- Alfano: Feltámadás
- D’Albert: Hegyek alján
- Giordano: Szibéria
- Giordano: André Chénier
- Giordano: Fedora
- Leoncavallo: Bajazzók
- Mascagni: Parasztbecsület
- Puccini: Tosca